# Chris Houtman

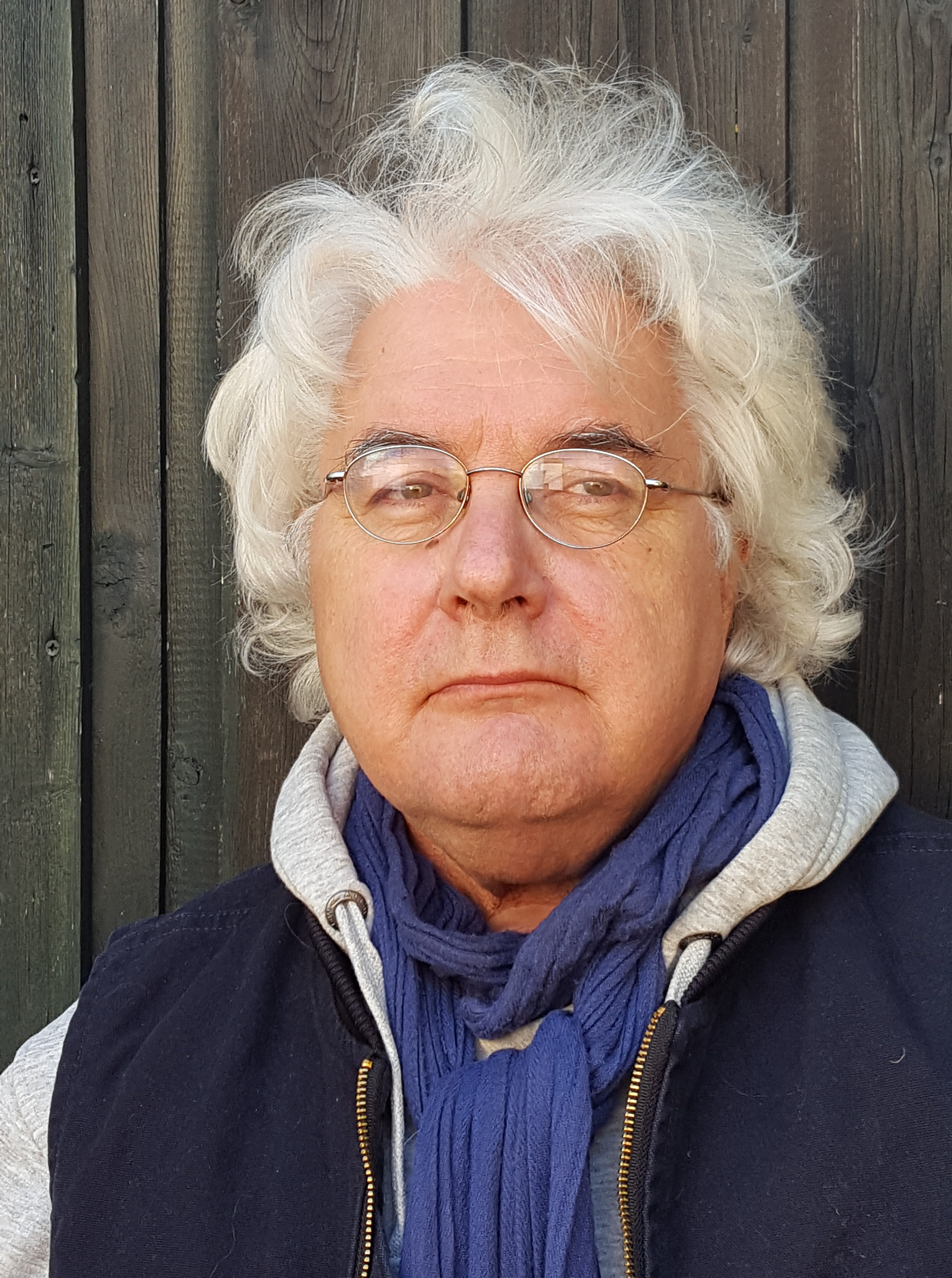
Chris Houtman, 2017

Chris Houtman (Den Haag, 1955) is een Nederlandse schrijver en regisseur.

## Carrière
Chris Houtman verhuisde na de middelbare school naar Amsterdam, waar hij deel ging uitmaken van het Lage Landen Cabaret dat in 1977 het Cameretten-cabaretfestival won.
In de periode 1980-1985 was hij als staflid werkzaam bij theater De Engelenbak in Amsterdam en organiseerde daar het wekelijks programma 'De Open Bak'. In 1985 had hij de artistieke leiding over het Brederode Festival, een massaal levende geschiedenis event waaraan werd meegewerkt door 600 acteurs.
Daarna werkte hij enkele jaren voor de KRO Radio en Televisie, alwaar hij programma’s maakte als 'Het Egmond Complex', 'Lekker Weg', 'Cijfers en Letters', 'Applaus'.
Vervolgens stapte hij over naar IDTV, waar hij als scenarioschrijver/regisseur verantwoordelijk was voor spraakmakende BNN programma’s als 'Finals' en 'Cut!'. Verder heeft hij bij IDTV als conceptontwikkelaar en eindredacteur aan de basis gestaan van vele programma’s, zoals 'Taxi' (NCRV), 'Surinamers zijn beter dan Marokkanen' (NPS), 'Spanjer in therapie', 'Dokter Loes' (Luca) (NCRV), enz.
Vanaf 2005 was Houtman werkzaam als freelance televisiemaker. Voor AT5/NPS werkte hij mee aan de serie 'West Side'. Verder regisseerde en (co)produceerde hij de RTL 4 serie 'De medisch Specialist' en 'Holland Aan Zee'.
Daarnaast ontplooide hij ook activiteiten als toneelschrijver. Hij schreef en regisseerde de vrije productie 'Overgang' die in 2005 en 2006 in tal van Nederlandse schouwburgen te zien was. In 2006 richtte hij de Theaterwerkplaats Bergen op, waar hij een aantal historische locatieprojecten maakte, zoals 'Het Mirakel van Bergen', 'Oorlog aan Zee', 'Baduhenna, verdwaald verleden.' Voorts was hij betrokken bij de drie Justerland-festivals die plaatsvonden in de zomers van 2011, 2012 en 2013.
Sinds 2016 legt hij zich volledig toe op zijn schrijverschap. In november 2017  verscheen zijn eerste thriller Akte van berouw, die in 2018 werd genomineerd voor de shortlist van de Gouden Strop en later dat jaar werd bekroond met de Hebban Thriller Award. In 2018 volgden twee nieuwe thrillers: Het negende gebod, in 2019 eveneens genomineerd voor de Gouden Strop, en Getal van het beest, evenals de eerste twee titels bekroond in de Vrij Nederland  thrillergids met 4 sterren.  In juni 2019 verscheen Houtmans eerste historische werk, Het geheim van de goudenregen, een jeugdboek over het leven van Elizabeth Blossom, de in 1620 in Leiden geboren stammoeder van oud-president Obama. In 2020 verscheen zijn eerste historische roman voor volwassenen, getiteld De Veleda voorspelling, deel 1 van een trilogie die zich afspeelt in het Romeinse Rijk van de eerste eeuw n.Chr. Tevens schreef Houtman in 2020 de 'verboeking' van de televisieserie Vliegende Hollanders dat verscheen bij Xander Uitgevers, waar in 2021 ook deel 2 en 3 van de Veleda trilogie verschenen. 
In 2021 werd Chris Houtman ernstig ziek, toen de keelkanker die voor het eerst in 2013 bij hem was geconstateerd, ineens terugkeerde. Sindsdien kan hij niet meer normaal eten en drinken en verloor hij zijn spraakvermogen. Ondanks het feit dat hij middels briefjes of een spraakcomputer communiceert, is hij toch aan het werk gebleven en herschreef hij zijn locatietheater-voorstelling Oorlog aan Zee voor een uiterst goed ontvangen reprise in het najaar van 2022, alsmede een begeleidende historische studie over de achtergronden van dit theaterstuk dat zich afspeelt in de laatste week van de Tweede Wereldoorlog in Bergen. 
Momenteel werkt hij aan een nieuwe historische roman gesitueerd in het Romeinse Rijk van de eerste eeuw, alsmede een jeugdroman In het hol van de leeuw, die in het voorjaar van 2025 in een speciale editie zal verschijnen ter gelegenheid van de 80-jarige herdenking van het einde van de Tweede Wereldoorlog.

### Thrillers
- 2017: Akte van berouw
- 2019: Getal van het beest
- 2019: Het negende gebod

### Jeugdboeken
- 2019: Het geheim van de goudenregen
- 2025: In het hol van de leeuw (te verschijnen)

### Historische romans
- 2020: De Veleda voorspelling
- 2020: De Veleda vloek
- 2021: De Veleda erfenis

### Romans
- 2020: Vliegende Hollanders

### Non-fictie
- 2022: Oorlog aan Zee